# Xian Y-20
Xian Y-20 (chinesisch 運-20 / 运-20, Pinyin Yùn-20 – „Transporter-20“), Codename Kunpeng (鲲鹏,  Kūnpéng), bezeichnet einen Militärtransporter, der von Xi’an Aircraft primär für die Luftstreitkräfte der Volksrepublik China (PLAAF) entwickelt wurde. In der chinesischen Luftfahrtbranche wird der Transporter umgangssprachlich aufgrund des breiten Flugzeugrumpfs und der Homophonie zwischen den Zeichen Péng (鹏) und Pàng (胖) gern auch als Chubby Girl (胖妞,  pàngniū – „dickes Mädchen“) bezeichnet.

## Beschreibung

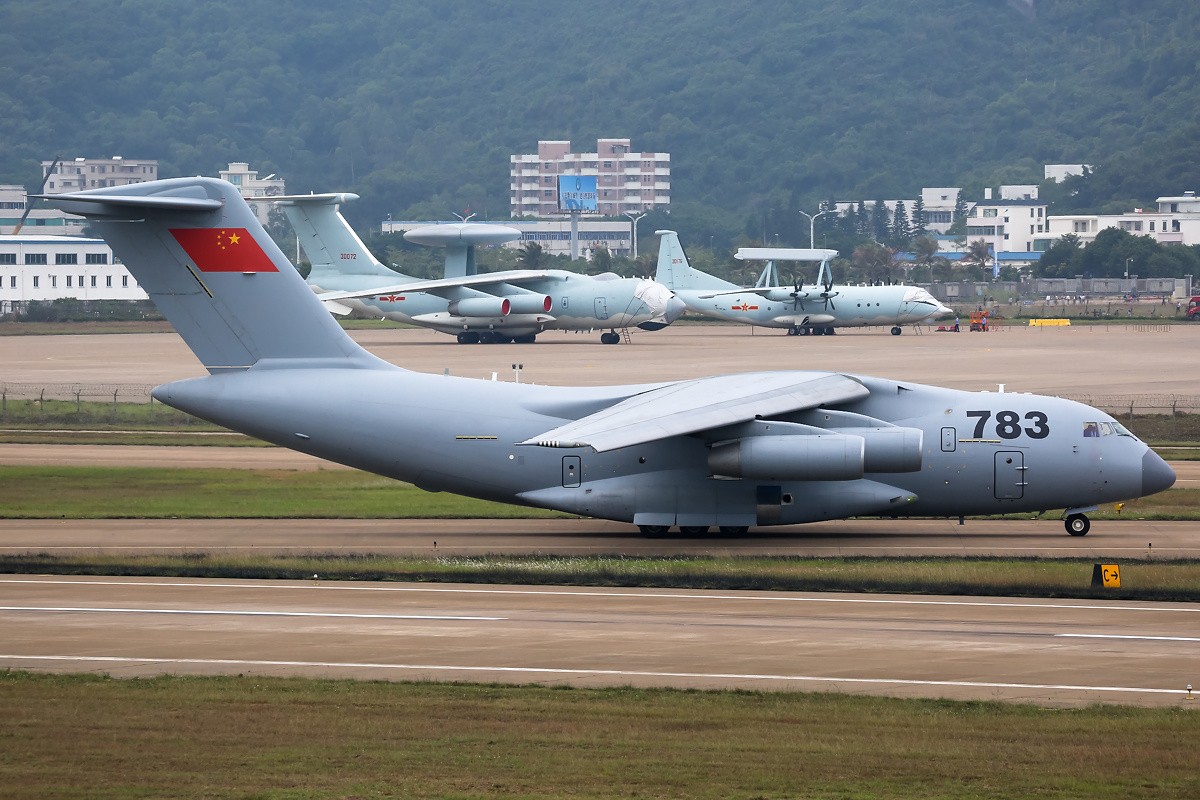
Prototyp 783, Zhuhai Airshow 2014

Der offizielle Erstflug fand am 26. Januar 2013 statt. Erstmals dem breiten Publikum vorgestellt wurde die Maschine auf der „Flugschau von Zhuhai“ – 珠海航展 Zhūhǎi Hángzhǎn, englisch Zhuhai Airshow – im November 2014. Es handelt sich um einen Schulterdecker mit T-Leitwerk. Unter den Tragflächen sind vier Mantelstromtriebwerke vom Typ Solowjow D-30KP-2 angeordnet. Bislang wurden acht Prototypen gefertigt, fliegend bestätigt wurden fünf Prototypen mit den CFTE-Kennzeichen 781, 783, 785, 788 und 789. Das schwere Langstreckentransportflugzeug soll unter allen Wetterbedingungen zu Militäreinsätzen, zur Katastrophenunterstützung und zu humanitären Hilfeleistungen eingesetzt werden können. Angeblich beträgt das maximale Startgewicht 200 Tonnen und die maximale Nutzlast liegt bei 60 Tonnen. Am 17. Juni 2016 stellte die PLAAF die beiden ersten Y-20 mit den Kennzeichen 11051 und 11052 beim 12. Regiment der 4. Transportdivision in Chengdu, Qionglai, offiziell in Dienst. Die feierliche Übergabe der ersten Charge der Transportmaschinen an die Luftstreitkräfte (PLAAF) fand am 6. Juli 2016 in Chengdu statt. Die Produktionskosten pro Maschine wurde mit 250 Mio. US-Dollar geschätzt.
Im März 2023 wurde die neueste Variante des Transporters in Dienst genommen. Diese Variante, auch als Y-20B bezeichnet, verfügte anstelle der vier Solowjow D-30KP-2-Mantelstromtriebwerke über vier leistungsstärkere Shenyang WS-20-Aggregate der Shenyang Aircraft Corporation.

## Nutzung
Am 9. April 2022 landeten sechs Y-20-Maschinen am Nikola-Tesla-Flughafen in Belgrad, um vermutlich chinesische HQ-22-Boden-Luft-Raketensysteme an die Streitkräfte Serbiens auszuliefern.

## Technische Daten

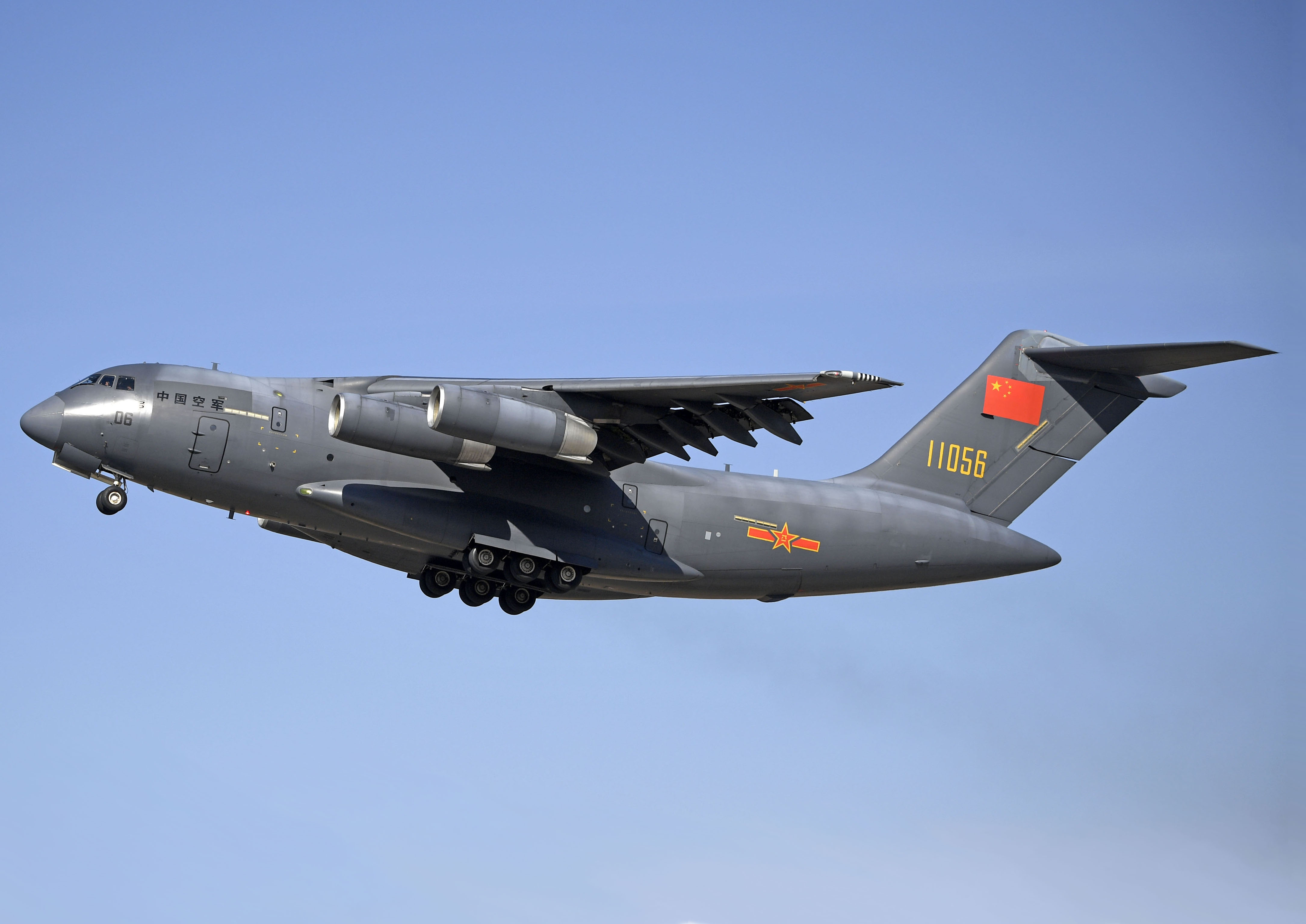
Y-20 beim Abheben 2019

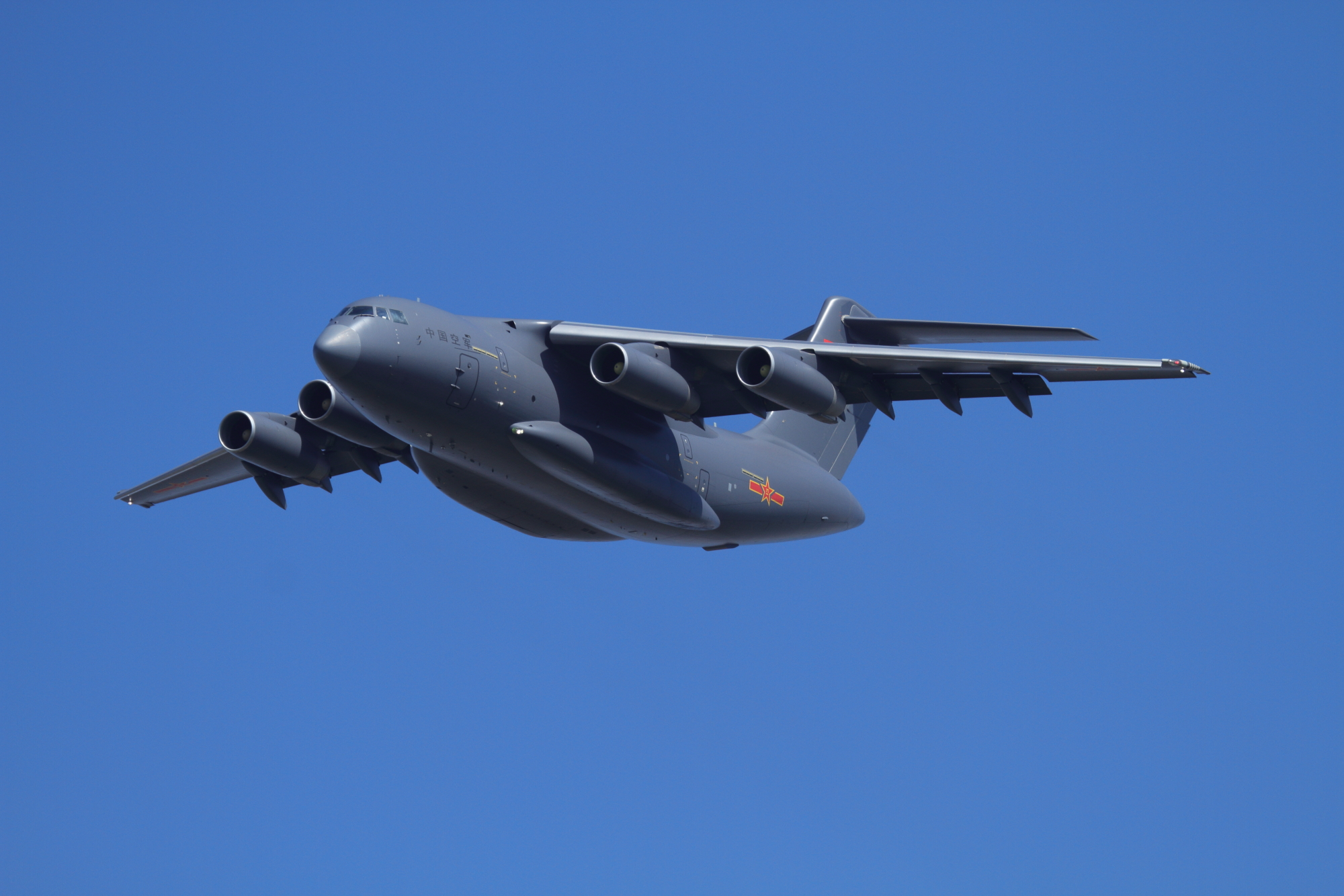
Y-20 auf der Flugschau in Zhuhai 2016

Offiziell wurden bislang keine Daten bekanntgegeben. Die folgenden Angaben basieren auf der Auswertung von Fotos bzw. Schätzungen von Experten:
| Kenngröße             | Daten                                                          |
| --------------------- | -------------------------------------------------------------- |
| Typ                   | Strategisches Transportflugzeug                                |
| Besatzung             | 3                                                              |
| Länge                 | 47 m                                                           |
| Spannweite            | 50 m                                                           |
| Höhe                  | 15 m                                                           |
| Flügelfläche          | ca. 330 m²                                                     |
| Flügelstreckung       | 7,6                                                            |
| Leermasse             | 100.000 kg                                                     |
| max. Startmasse       | 200.000 kg                                                     |
| Nutzlast              | 066.000 kg                                                     |
| Antrieb               | 4× Solowjow D-30KP-2 Mantelstromtriebwerke mit je 118 kN Schub |
| Höchstgeschwindigkeit | 911 km/h                                                       |
| Flughöhe              | 13.000 m                                                       |
| Reichweite            | ca. 10.000 km                                                  |

Das US-Verteidigungsministerium geht davon aus, dass China das neu entwickelte Triebwerk WS-20 im Jahr 2021 am Y-20 im Flug testet. Es handelt sich um das erste in China selbst entwickelte und produzierte Mantelstromtriebwerk mit hohem Nebenstromverhältnis. Der amerikanischen Einschätzung zufolge soll es von Ende 2022 an in neuen Y-20 anstelle der russischen Triebwerke eingebaut werden.